# Dinastía Chaulukya
La dinastía Chaulukya  (Caulukya), también dinastía Solanki en la literatura vernácula, fue una dinastía que gobernó partes de lo que ahora son Gujarat y Rajasthan en el noroeste de la India, entre ca. 940 y 1244. Su capital estaba ubicada en Anahilavada (actual Patan). A veces, su gobierno se extendió a la región de Malwa en la actual Madhya Pradesh. Pertenecían al clan Solanki de los rajputs.
Mularaja, el fundador de la dinastía, suplantó al último gobernante de la dinastía Chavda alrededor del año 940. Sus sucesores libraron varias batallas con los gobernantes vecinos, como los Chudasamas, los paramaras y los Chahamanas de Shakambhari. Durante el reinado de Bhima I, el gobernante gaznávida Mahmud (r. 998-1030) invadió el reino y pillajeó el templo Somnath en 1024-1025. Los Chaulukyas pronto se recuperaron y el reino alcanzó su cenit bajo los gobiernos de Jayasimha Siddharaja y de Kumarapala en el siglo XII. Varias dinastías menores, como los Chahamanas de Jalor y los Chahamanas de Naddula sirvieron como vasallos de Chaulukya durante ese período. Después de la muerte de Kumarapala, el reino se fue debilitando gradualmente por rebeliones internas, levantamientos de sus feudatarios e invasiones de los paramaras, los gúridas, los Yadavas  y otros. Aprovechándose de esto, los Vaghelas, que anteriormente habían servido como generales a los Chaulukya, usurparon el poder y establecieron una nueva dinastía en la década de 1240.
Fueron varios los gobernantes de estados principescos del clan Solanki que afirmaron descender de los Chaulukyas.

## Nombre
La dinastía usó la autodesignación «Chaulukya» en todos los registros que se han conservado  excepto en las siguientes cuatro excepciones:
- «Chaulukika» en la concesión Kadi de Mularaja
- «Saulkika» en una concesión de Chamundaraja
- «Chaulakya» en la inscripción Sambhar de Jayasimha
- «Chaullakya» en la inscripción Jalor de Kumarapala

Hemachandra, un erudito jainista en la corte de Chaulukya, generalmente usaba los términos "Chaulukya" y "Chulukya". Su Dvyasraya Mahakavya  menciona las variantes «Chulakya», «Chalukka» y «Chulukka»; su Kumarapala-Charita menciona otra variante «Chuluga». El poeta de la corte Chaulukya Someshvara describe la dinastía como «Chaulukya» (en Kirti-Kaumudi ) y «Chulukya» (en la inscripción en el monte Abu de Vastupala y Tejapala).
«Solanki» o «Solankhi» son formas vernáculas del término.

## Orígenes
Se cree que la palabra «Chaulukya» es una variante de la palabra «Chalukya». Varias otras dinastías fueron conocidas con el nombre de «Chalukya», incluidas las Chalukyas de Vatapi, Navasarika, Vemulavada, Kalyani, Vengi y Lata. A veces se piensa que esas dinastías son ramas de la misma familia, pero la relación entre todas ellas no es segura. A diferencia de los Chalukyas de Kalyani y de Vengi, los Chaulukyas de Gujarat nunca reclamaron una descendencia compartida o cualquier otra asociación con la dinastía Chalukya más antigua: los Chalukyas de Vatapi. Además, nunca usaron el término "Chalukya" para describirse a sí mismos.
Sin embargo, los chaulukyas de Gujarat compartían un mito de origen con los Chalukyas de Kalyani y los de los Vengi. Según esa leyenda, el progenitor de la dinastía fue creado por Brahma.  La versión de la leyenda mencionada en la inscripción Vadnagar prashasti de Kumarapala es la siguiente: las deidades le pidieron al dios creador Brahma que las protegiera de los danavas (demonios). Brahma creó entonces un héroe a partir de su chuluka (olla o palma doblada en sánscrito), que fue llenada con agua del Ganges. Ese héroe fue llamado «Chulukya» y se convirtió en el progenitor de la dinastía. Abhayatilaka Gani menciona una variación de esta leyenda en su comentario sobre el Dvyashraya-Kavya de Hemachandra. Según esta versión, Brahma creó al héroe para sustentar la tierra, después de que sus otras creaciones lo decepcionaran. Estos relatos obviamente no tienen ningún valor histórico, ya que era costumbre que las casas reales contemporáneas reivindicasen para ellos orígenes míticos y heroicos. El Kumarapala-Bhupala-Charita de Jayasimha Suri presenta a Chulukya como un guerrero histórico, cuya capital fue Madhupadma. Mularaja sería su descendiente, casi cien generaciones después.  Este relato puede ser en parte histórico: Madhupadma se ha identificado con varias localciones fuera de Gujarat, entre otras la actual Mathura.
C. V. Vaidya supuso que los chaulukyas eran diferentes de los chalukyas. G. H. Ojha  se opuso a esa teoría, señalando que una inscripción de Kirtiraja, gobernante Chalukya de Lata, describe a su familia como «Chalukya», mientras que una inscripción de su nieto Trilochanapala describe a la familia como «Chaulukya». Según Asoke Majumdar, aunque esos nombres que suenan similares sugieren un origen común para todas estas dinastías, no hay evidencias concretas para llegar a una conclusión definitiva. Majumdar supuso que los Chaulukyas estarían conectados con los Sulikas o los Chulikas, una tribu mencionada en varios registros antiguos. Esa tribu se describe como viviendo en la frontera norte de la antigua India. Sin embargo, Majumdar admitió que tampoco había suficientes evidencias para considerar esa teoría como concluyente.
En épocas posteriores, los chaulukyas fueron clasificados anacrónicamente como «rajputs», a pesar de que la identidad rajput ni siquiera existía en ese momento.  Los rajputs en realidad se originaron en el siglo XVI, sin embargo, varios grupos marciales durante las invasiones de los gaznávidas y de los gúridas fueron declarados rajputs por relatos legendarios posteriores.. Según el mito Agnikula mencionado en una recensión del legendario poema épico Prithviraj Raso, del siglo XVI, cuatro clanes rajput, incluidos los Chaulukyas, nacieron de un pozo de fuego en el monte Abu. Una sección de historiadores de la época colonial interpretaron este relato mítico para sugerir que esos clanes eran extranjeros que llegaron a la India después del declive del Imperio Gupta alrededor del siglo V d. C. y que fueron admitidos en el sistema de castas hindú después de realizar un ritual de fuego.

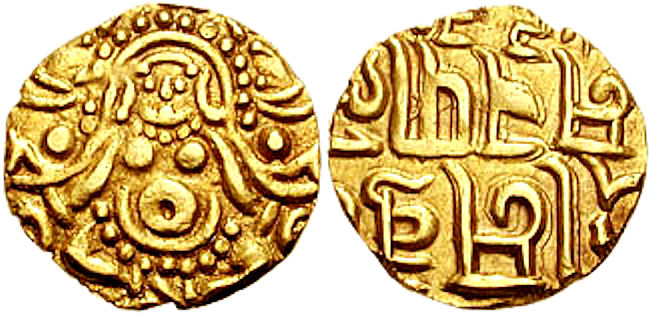
Moneda de los Chaulukyas de Anahillapataka, rey Kumarapala Kumarapala, ca. 1145-1171.

Los gobernantes chaulukysa han sido llamados «Gurjararāja» y «Gurjareśvara» ('gobernante de Gurjara'). Basándose en esta leyenda, D. R. Bhandarkar y otros teorizaron que los chaulukyas eran una rama de los gurjaras, a quienes creían que era una tribu de origen extranjero. Bhandarkar y  Augustus Hoernle  también creían que el nombre de la región "Lata" cambió a «Gurjaratra» (más tarde Gujarat) durante el reinado de chaulukya, presumiblemente porque eran gurjaras.
Sin embargo, esta teoría del origen extranjero se ve debilitada por una serie de factores. Los chaulukyas no reclamaron un origen Agnikula para sí mismos: fueron los gobernantes vecinos de los paramaras quienes usaron la leyenda para explicar su propio origen. Las inscripciones del reinado de Bhima II prueban que los chaulukyas conocían la leyenda de Agnikula, pero que la asociaban con los paramaras, no con ellos mismos.  Las primeras copias de Prithviraj Raso tampoco mencionan esa leyenda. La leyenda que incluye a los chaulukyas entre los clanes nacidos del fuego es mencionada por primera vez por los poetas del siglo XVI, quienes pueden haber ampliado la leyenda de los paramaras para incluir otras dinastías, con el fin de fomentar la unidad de los rajput contra los mogoles. Además, no hay evidencia de que el área del territorio de los chaulukyas llegara a ser conocida como «Gurjaratra» durante el reinado de los chaulukya. «Gurjara» y «Lata» fueron dos regiones históricas distintas en las partes norte y sur de la actual Gujarat, respectivamente, y el término «Lata» nunca se usó para describir la totalidad de Gujarat.  Los reyes chaulukyas fueron llamados «Gurjararāja» y «Gurjareśvara» porque gobernaron el territorio que ya se llamaba Gurjara en su época. Otros reyes que tenían epítetos similares habían gobernado anteriormente ese territorio, como los Gurjara-Pratiharas y los Gurjaras de Nandipuri. El historiador Asoke Kumar Majumdar señala que incluso el jefe del sur de Ganga, Marasimha II, asumió el título de «rey de los gurjaras» después de derrotar a un rey del norte en nombre de los Rashtrakuta.s

## Historia

### Primeros gobernantes

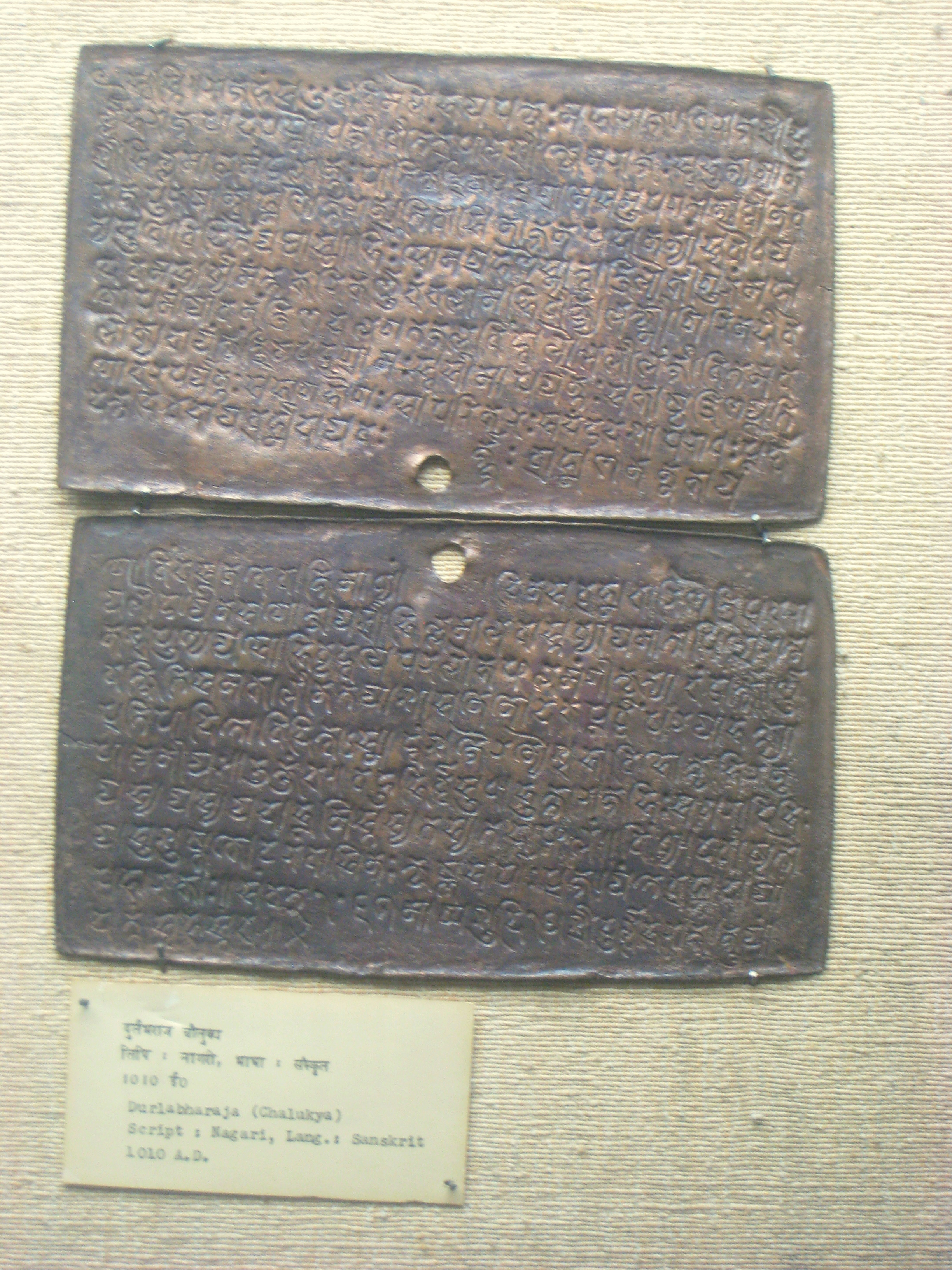
Una inscripción en una placa de cobre de 1010 del reinado de Durlabharaja

Los chaulukyas fueron una de las varias dinastías que llegaron al poder en medio del declive de los imperios Gurjara-Pratihara y Rashtrakuta. A mediados del siglo X, el fundador de la dinastía Mularaja suplantó a Samantasimha, el último rey Chavda. Según las leyendas, era sobrino de Samantasimha. Según Hemachandra, un cronista del siglo XII, Mularaja habría derrotado a Graharipu, el rey de Saurashtra.  También derrotaría a Barapa, el jefe de los Chalukyas de Lata, ayudado por su hijo Chamundaraja.
Chamundaraja sucedió a Mularaja alrededor de 996. Durante su reinado, el rey paramara Sindhuraja parece haber invadido la región de Lata, que estaba en ese momento bajo la soberanía de los chaulukyas. Mularaja obligó a Sindhuraja a retirarse; el cronista del siglo XIV Jayasimha Suri afirma que Chamundaraja mató a Sindhuraja en una batalla, pero esa afirmación parece dudosa, ya que no aparece en ninguna fuente anterior. En algún momento antes de 1007, la región de Lata fue capturada por los chalukyas de Kalyani liderados por Satyashraya.
Alrededor de 1008, Chamundaraja se retiró después de nombrar a su hijo Vallabharaja como sucesor. Los relatos legendarios afirman que partió en peregrinación a Varanasi. Durante ese viaje, fue insultado por un gobernante cuyo reino se encontraba en el camino a Varanasi. Regresó a la capital de Chaulukya y le pidió a su hijo que vengara su insulto. Vallabharaja murió de viruela durante una marcha hacia el reino enemigo, que algunos cronistas identifican como el reino paramara de Malwa.
El otro hijo de Chamundaraja, Durlabharaja, se convirtió en el siguiente rey hacia 1008. Invadió la región de Lata y derrotó al gobernante chalukya de Lata, Kirtiraja (o Kirtipala), que era vasallo de los chalukyas de Kalyani. Sin embargo, Kirtiraja recuperó el control de la región en poco tiempo, antes de ser derrotado por Bhoja, el rey paramara.

### Rivalidades vecinas

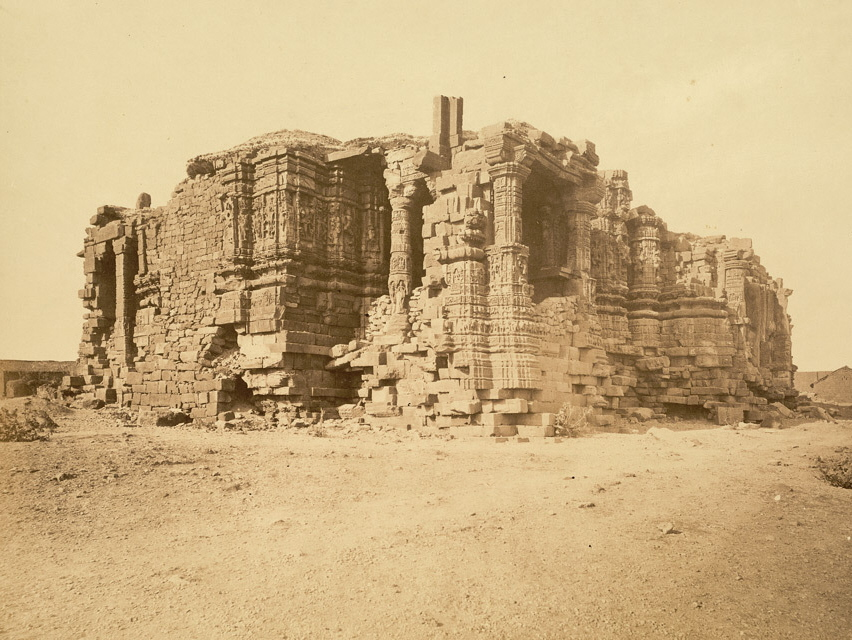
Ruinas del templo de Somnath, 1869

Durlabharaja fue sucedido por su sobrino Bhima I, quien enfrentó una invasión del gobernante gaznávida Mahmud durante 1024-1025. Bhima huyó a Kanthkot, cuando Mahmud entró en el territorio de los chaulukyas sin oposición y saqueó el templo de Somnath. Después de la partida de Mahmud, Bhima restauró el gobierno de los chaulukyas. Aplastó las revueltas de los jefes Paramara de Arbuda, quienes solían servir como vasallos de los chaulukyas. Bhima también derrotó y encarceló a Krishnadeva, un gobernante de la rama Paramara de Bhinmal. Luchó sin éxito contra el gobernante  Anahilla Naddula Chahamana. Los hijos de Anahilla, Balaprasada y Jendraraja, derrotaron a Bhima y lo obligaron a liberar a Krishnadeva.  Relatos legendarios posteriores acreditan a Bhima con una victoria contra Hammuka, un gobernante de Sindh, aunque la exactitud de la afirmación no es segura.
Los relatos semilegendarios sugieren que Bhima formó una alianza con Lakshmi-Karna, rey kalachuri, y que los dos jugaron un papel importante en la caída de Bhoja, rey paramara, alrededor de 1055. Según el cronista del siglo XIV Merutunga, Bhima y Lakshmi-Karna invadieron el reino de Malwa de Bhoja desde dos direcciones opuestas, y Bhoja murió de una enfermedad durante esa invasión. Algunos cronistas de los chaulukyas se jactaron de que Bhima se apoderó de la capital de Bhoja, Dhara, o de que capturó vivo a Bhoja, pero esas afirmaciones no están corroboradas por las evidencias históricas. Después de la muerte de Bhoja, se desarrolló una rivalidad entre Bhima y Lakshmi-Karna por compartir el botín de su victoria.
El hijo de Bhima, Karna, lo sucedió alrededor de 1064. El hermano de Bhoja, Udayaditya, apoyado por el rey Vigraharaja III de los Chahamanas de Shakambhari, obligó a Karna a retirarse de Malwa. Mientras tanto, los Kalachuris lograron capturar la región de Lata. En 1074, Karna expulsó a los Kalachuris de Lata y anexó la región al reino de los Chaulukya, antes de perderla ante un Trivikramapala en tres años.
El gobernante de Naddula Chahamana, Prithvipala, derrotó a Karna, y su sucesor, Jojalladeva, ocupó la capital de los chaulukyas, Anahilapataka, posiblemente cuando Karna estaba ocupado en otro lugar. El rey Durlabharaja III de Shakambhari Chahamana también parece haber logrado cierto éxito militar contra Karna, aunque las descripciones de los chahamanas de esa victoria son muy exageradas.  Según crónicas legendarias, Karna también derrotó a las tribus Bhil and Koli, que solían asaltar los territorios de los chaulukyaa. Estableció una ciudad llamada Karnavati después de derrotar a un jefe Bhil llamado Asha (Āśā). Algunos identifican Karnavati con la moderna Ahmedabad, pero esto no es seguro.

### Expansión imperial

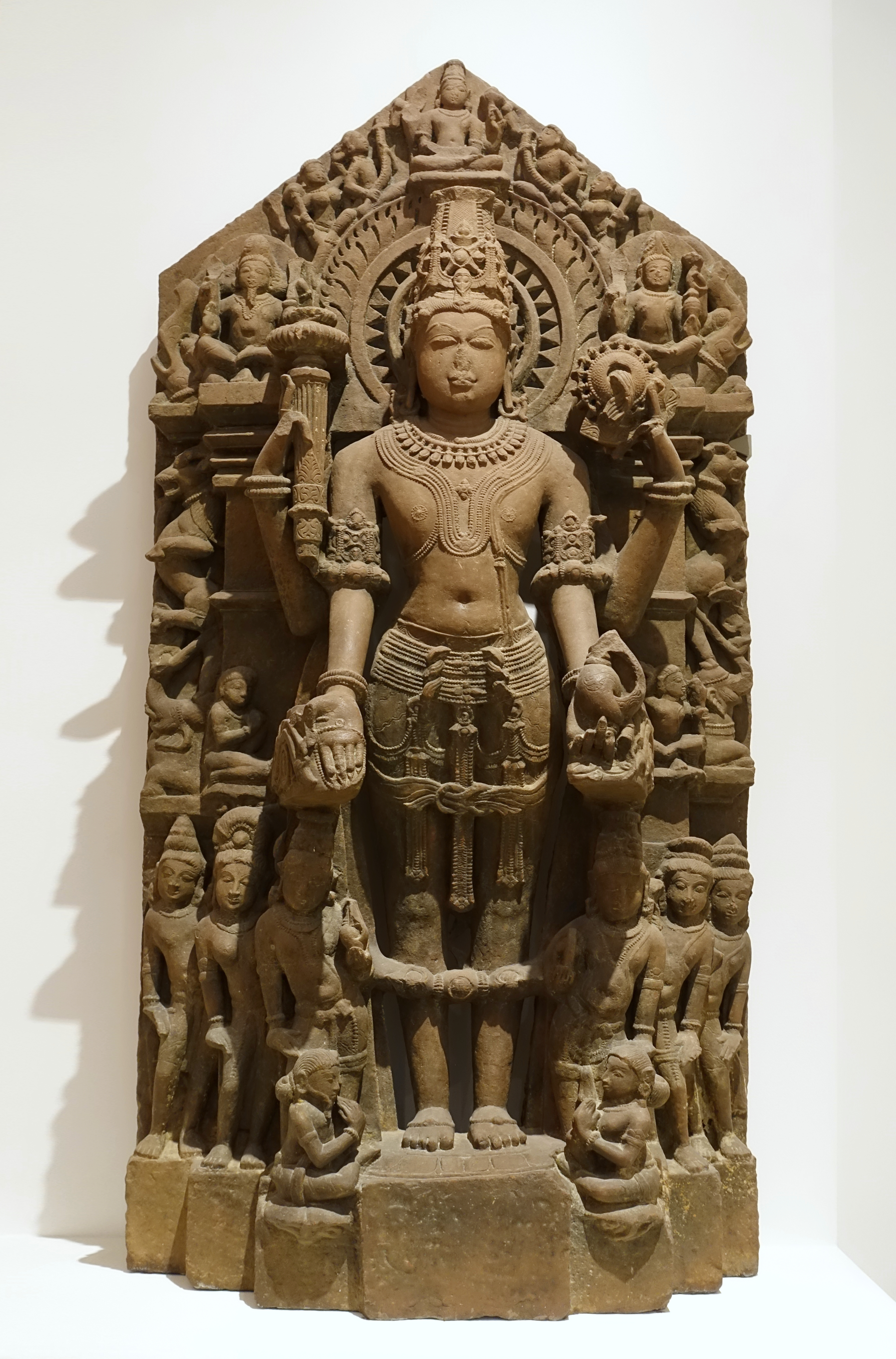
Vishnu y asistentes, Gujarat, India, período Solanki, c. 1026 Dallas Museum of Art.

El hijo de Karna, Jayasimha Siddharaja  (r. ca.1092-1142) expandió enormemente el poder de los chaulukyas. Derrotó a Khangara alias Navaghana, el rey chudasama de Saurashtra. Asharaja, gobernante de los chahamanas de Naddula, que había sido destronado por su rival Ratnapala, se convirtió en vasallo de Jayasimha en algún momento antes de 1143.
Jayasimha derrotó a Arnoraja, gobernante de los chahamanas de Shakambhari. Más tarde, sin embargo, Jayasimha aceptó a Arnoraja como aliado, y el gobernante chahamana se casó con la hija de Jayasimha, Kanchanadevi. El hijo de la pareja (y por lo tanto, nieto de Jayasimha) Someshvara, se crio en la corte de los chaulukyas. Los hijos de Someshvara, Prithviraja III (más conocido como Prithviraj Chauhan) y Hariraja, también nacieron en Gujarat.
Durante 1135-1136, Jayasimha se anexionó del reino paramara de Malwa, con el apoyo de Asharaja y de Arnoraja. Los reyes paramaras derrotados por él fueron Naravarman y su sucesor  Yashovarman.  Jayasimha continuó su marcha hacia el este y llegó hasta el reino de Chandela gobernado por Madanavarman. El conflicto chaulukyas-chandelas no fue concluyente, y ambas partes reclamaron la victoria. Jayasimha también derrotó a varios gobernantes menores, como Sindhuraja, que probablemente era un rey de la dinastía Soomra de Sindh.

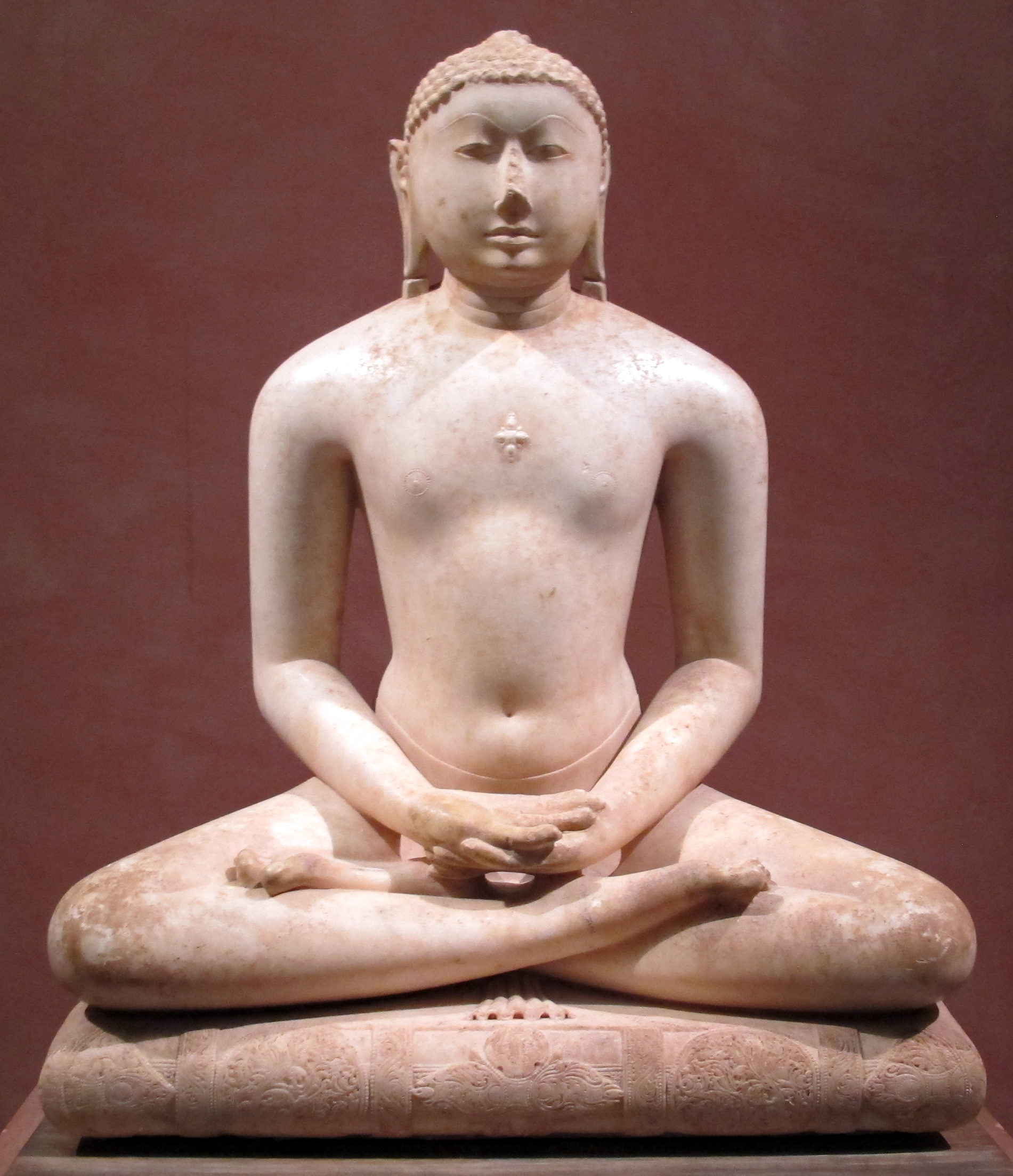
Shvetambara, tirthankara jainista en meditación, período de los chaulukyas, ahora en el Museo Metropolitano de Arte, c. 1000-c.1050

Jayasimha fue sucedido por su pariente Kumarapala, quien pasó sus primeros años de vida en el exilio para evitar la persecución de Jayasimha. Después de la muerte de Jayasimha, Kumarapala regresó a la capital de los chaulukyas y ascendió al trono en 1043, con la ayuda de su cuñado Kanhadadeva. Arnoraja se opuso a la ascensión al trono de Kumarapala, pero Kumarapala lo derrotó decisivamente. Kumarapala parece haber ayudado al hijo de Asharaja, Katukaraja, a capturar el trono de Naddula. El hermano menor y sucesor de Katukaraja, Alhanadeva, continuó gobernando como vasallo de Kumarapala. El hijo de Arnoraja, Vigraharaja IV, sometió a los feudatarios chahamanas de Kumarapala en Naddula. Las relaciones entre los chahamanas de Shakambhari y los chaulukyas parecen haberse vuelto más cordiales cuando el hijo de Arnoraja (y nieto de Jayasimha) Someshvara se convirtió en el rey chahamana en años posteriores, posiblemente con el apoyo de Kumarapala.
Después de la muerte de Jayasimha, el rey paramara Jayavarman I recuperó el control de Malwa, pero pronto fue destronado por un usurpador llamado Ballala. Kumarapala capturó a Malwa de Ballala, quien fue asesinado en batalla por Yashodhavala, feudatario de Arbuda Paramara de Kumarapala.  Kumarapala sometió una rebelión de su vasallo Vikramasimha, un jefe paramara de Arbuda.  La rama paramara en Kiradu continuó reconociendo la suzeranía de Kumarapala.
A principios de la década de 1160, Kumarapala envió un ejército contra Mallikarjuna, el rey shilahara del norte de Konkana. Esa campaña probablemente fue desencadenada por una incursión de Shilahara en el sur de Gujarat y terminó con la muerte de Mallikarjuna. Alhana, feudatario de Naddula Chahamana de Kumarapala, sofocó los disturbios en Saurashtra a pedido de Kumarapala.
La evidencia histórica sugiere que el imperio de Kumarapala se extendía desde Chittor y Jaisalmer, en el norte, hasta los Vindhyas y el río Tapti, en el sur (ignorando su incursión en el reino de los Shilahara en el norte de Konkana). En el oeste, incluía Kachchha y Saurashtra ; en el este, se extendía hasta al menos Vidisha (Bhilsa).
Kumarapala fue sucedido por Ajayapala, quien retuvo los territorios de Kumarapala, pero murió después de un breve reinado.  Los jóvenes hijos de Ajayapala, Mularaja II y Bhima II, lo sucedieron uno después de otro. Durante ese período, el rey gúrida Muhammad de Ghor invadió el reino chaulukya en 1178. En la batalla que siguió en Kasahrada (o Kayadara), Muhammad fue derrotado por un gran ejército, que incluía feudatarios leales de los chaulukyas como Kelhanadeva, gobernante de chahamanas de Naddula, Kirtipala, gobernante de los chahamanas de Jalor, y Dharavarsha, gobernante de los paramaras de Chandravati de Arbuda.

### Declive
Los chaulukyas y las principales entidades políticas del sur de Asia en 1175, en vísperas de la invasión del subcontinente por el Imperio gúrida.
Aprovechándose de la corta edad de Bhima II, algunos gobernantes provinciales se rebelaron contra él para establecer estados independientes. Arnoraja, su leal feudatario Vaghela, acudió en su rescate y murió luchando contra los rebeldes. Los descendientes de Arnoraja, Lavanaprasada y Viradhavala, se hicieron poderosos durante el reinado de Bhima.
Durante el reinado de Bhima, el gobernante Hoysala Veera Ballala II parece haber asaltado la región de Lata. Bhillama V, gobernante Yadava, también invadió Gujarat, pero fue obligado a retirarse por el feudatario Kelhanadeva de Bhima. El rey Prithviraja III de Shakambhari Chahamana también luchó con los Chaulukyas, pero el general Jagaddeva de Bhima logró concluir un tratado de paz con Prithviraja en algún momento antes de 1187.
A mediados de la década de 1190, los gúridas derrotaron a Prithviraja y a los otros reyes hindúes importantes del norte de la India. El 4 de febrero de 1197, el general gúrida Qutb al-Din Aibak invadió la capital de Bhima, Anahilapataka, e infligió una derrota masiva a los chaulukyas. Los generales de Bhima, Lavanaprasada y Shridhara, obligaron luego a los gúridasa retirarse, y la capital volvió a estar bajo el gobierno de Chaulukya en 1201.
Subhatavarman, el rey paramara de Malwa, invadió la región de Lata alrededor de 1204, aprovechando la agitación causada por las invasiones gúridas. Probablemente también saqueó la capital de los Chaulukya, Anahilapataka. Una vez más, Lavanaprasada y Shridhara salvaron el reino al obligar a Subhatavarman a retirarse.  Durante 1205-1210, el pariente de Bhima Jayantasimha (o Jayasimha) usurpó el trono. A principios de la década de 1210, el sucesor de Subhatavarman, Arjunavarman, derrotó a Jayantasimha y luego estableció una alianza matrimonial con él. Bhima logró recuperar el control del trono durante 1223-1226.
Mientras tanto, los Yadavas invadieron la parte sur del reino de los Chaulukya, liderados por los sucesores de Bhillama, Jaitugi y Simhana. Durante esas invasiones, los feudatarios de los Chaulukya en la región norteña de Marwar se rebelaron. Lavanaprasada y Viradhavala rechazaron las invasiones de los Yadava y también sometieron las rebeliones. Los Guhilas de Medapata (Guhilots de Mewar ) también se rebelaron contra Bhima en algún momento entre 1207 y 1227 y declararon su independencia.
Al final del reinado de Bhima, Lavanaprasada y Viradhavala asumieron títulos reales como Maharajadhiraja ('rey de los grandes reyes') y Maharaja ('gran rey'). Sin embargo, los dos continuaron reconociendo nominalmente a Bhima (y a su sucesor Tribhuvanapala) como su señor supremo. Después de Tribhuvanapala, tomaron el trono y establecieron la dinastía Vaghela.

## Arquitectura

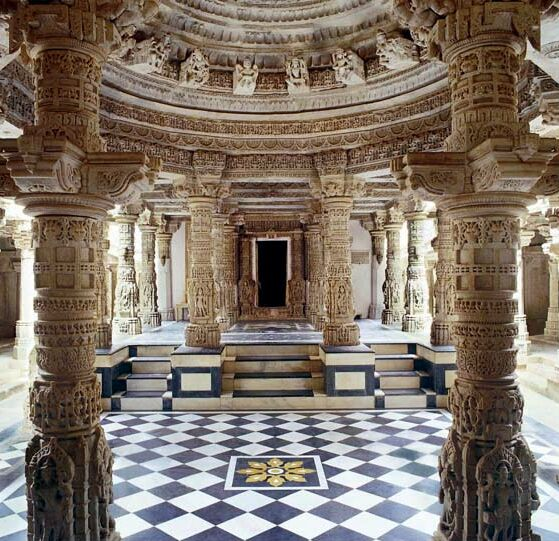
Templos de Dilwara, construidos por ministros Chaulukya

La arquitectura Māru-Gurjara, o «estilo Chaulukya», es un estilo de arquitectura de templos del norte de la India que se originó en Gujarat y Rajastán entre los siglos XI y XIII, bajo la dinastía Chaulukya (o dinastía Solaṅkī). Aunque se originó como un estilo regional en la  arquitectura de los templos hindúes, se hizo especialmente popular en los templos jainistas y, principalmente bajo el patrocinio jainista, luego se extendió por la India y las comunidades de la diáspora de todo el mundo.

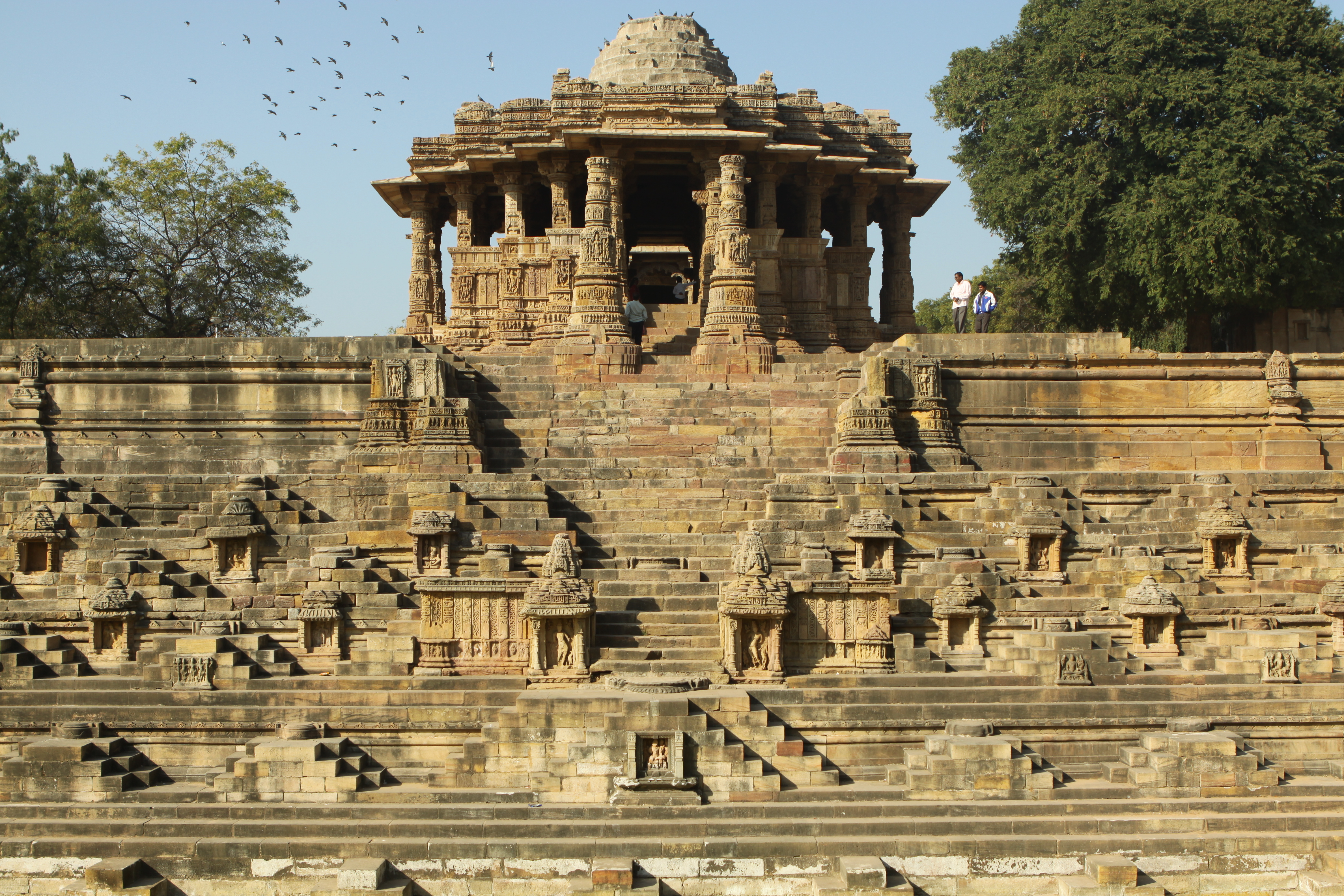
Templo del Sol, Modhera, construido por Bhima I
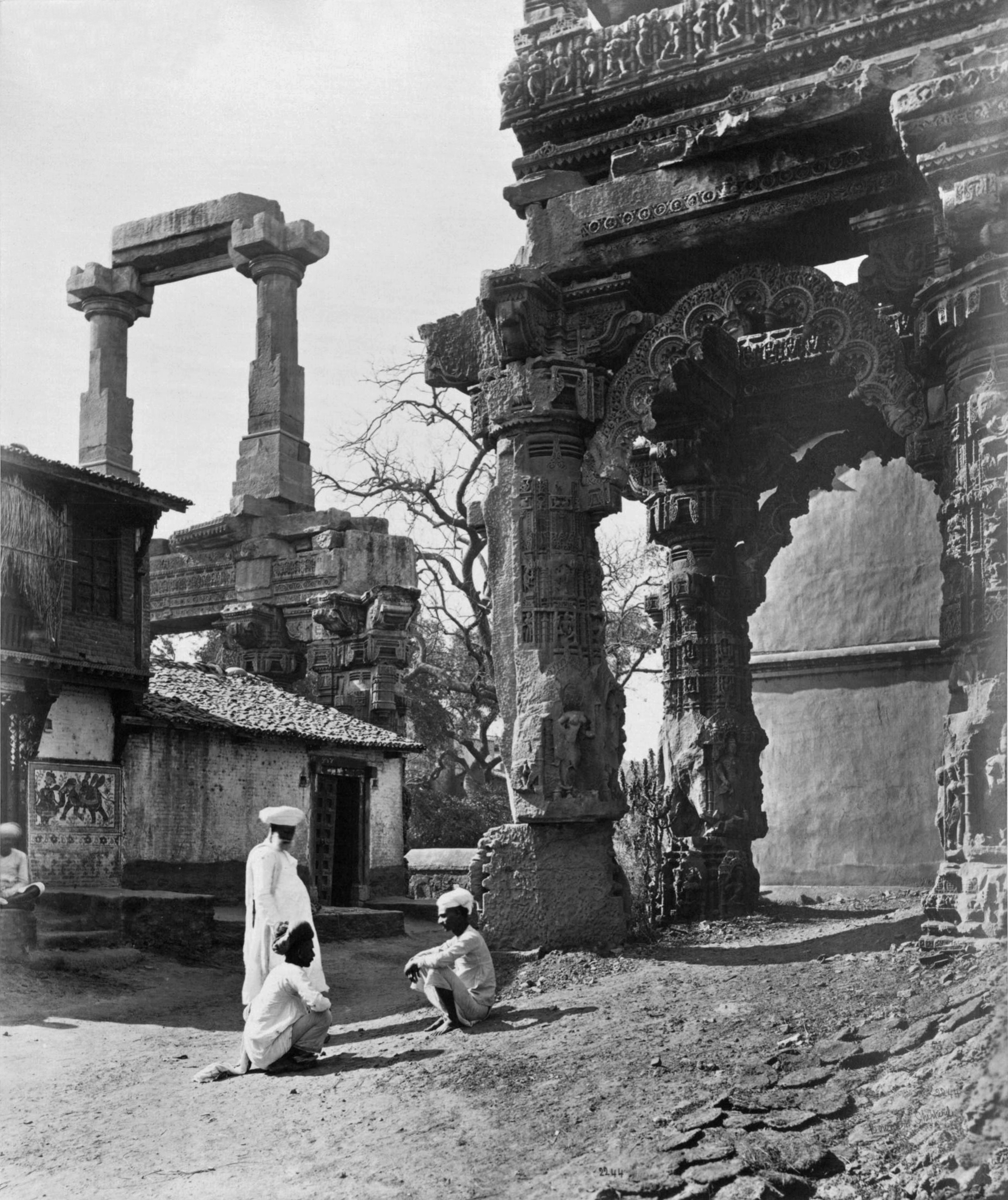
Templo Rudra Mahalaya, renovado o reconstruido por Jayasimha
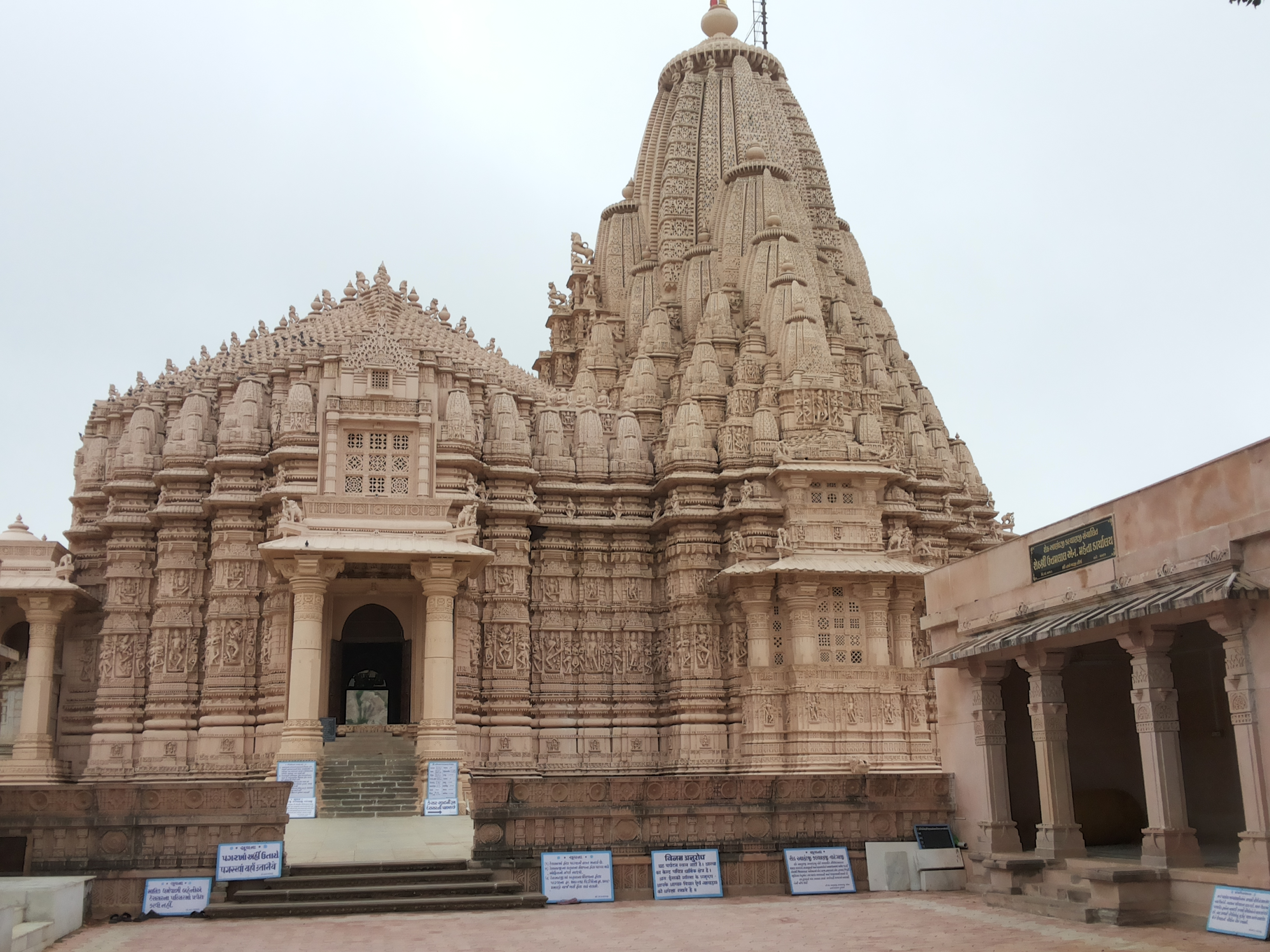
Templo jainita de Taranga, construido por Kumarapala
Templos de Kiradu, construidos por feudatarios de los Chaulukyas

## Religión

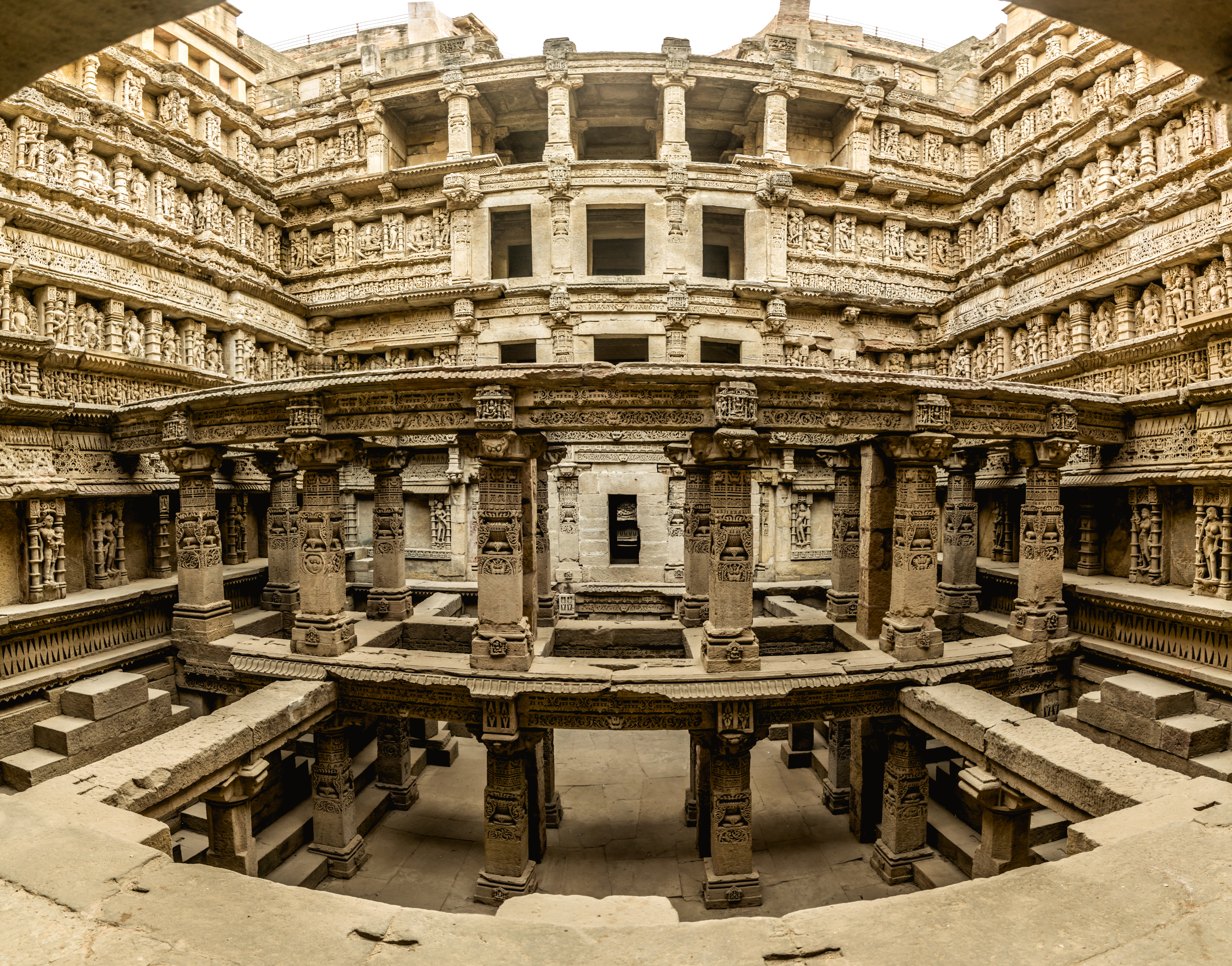
El Rani ki vav se construyó durante el gobierno de la dinastía Chaulukya. Se encuentra a orillas del río Saraswati.

La mayoría de los gobernantes de la dinastía fueron shaivaístas, aunque también patrocinaban el jainismo.  Se dice que el fundador de la dinastía Mularaja construyó el templo Mulavasatika para los jainistas Digambara y el templo Mulanatha-Jinadeva para los jainistas Svetambara.  El más antiguo de los Templos de Dilwara y el Templo del Sol de Modhera se construyeron durante el reinado de Bhima I. Según la tradición popular, su reina Udayamati también encargó el Rani ki vav o pozo de la Reina. Kumarapala comenzó a patrocinar el jainismo en algún momento de su vida, y los relatos jainistas posteriores lo retratan como el último gran mecenas real del jainismo. Los gobernantes chaulukyas también construyeron mezquitas para mantener una buena relación con los comerciantes musulmanes.

## Descendientes reivindicados
La dinastía Vaghela, que sucedió a los chaulukyas, afirmaba descender de una hermana de Kumarapala.
Varias dinastías de estados principescos que se hacían llamar a sí mismas Solanki  (la forma vernácula de Chaulukya) también afirmaron descender de los chaulukyas. Estos incluían a los gobernantes del Estado de Lunavada, que era un tributario de los Marathas antes de quedar bajo el dominio británico.

## Lista de gobernantes
Los gobernantes chalukyas de Gujarat, con las fechas aproximadas de su reinado, fueron los siguientes:
- Mularaja (ca. 940-995)
- Chamundaraja (ca. 996-1008)
- Vallabharaja (ca. 1008)
- Durlabharaja (ca. 1008-1022)
- Bhima I (ca. 1022-1064)
- Karna (ca. 1064-1092)
- Jayasimha Siddharaja (ca. 1092-1142)
- Kumarapala (ca. 1142-1171)
- Ajayapala (ca. 1171-1175)
- Mularaja II (ca. 1175-1178)
- Bhima II (ca. 1178-1240)
- Tribhuvanapala (ca. 1240-1244)

## Lista de feudatarios
- Chahamanas de Naddula
- Chahamanas de Jalor